# Dr.-Albert-Finck-Schule
Die Dr.-Albert-Finck-Schule ist eine von insgesamt zwölf Grundschulen innerhalb von Neustadt an der Weinstraße.

## Lage
Die Schule befindet sich am östlichen Siedlungsrand von Hambach an der Weinstraße, einem Stadtteil von Neustadt. Unmittelbar südlich von ihr verläuft der Horstweg und unmittelbar westlich die Straße In der Setz.

## Geschichte
Bereits vor der Errichtung der Schule hatte es innerhalb von Hambach mehrere Schulgebäude gegeben. Ab 1724 stand das sogenannte Oberhambacher Schulhaus zur Verfügung und ab 1876 das alte Schulhaus samt zugehöriger Turnhalle.

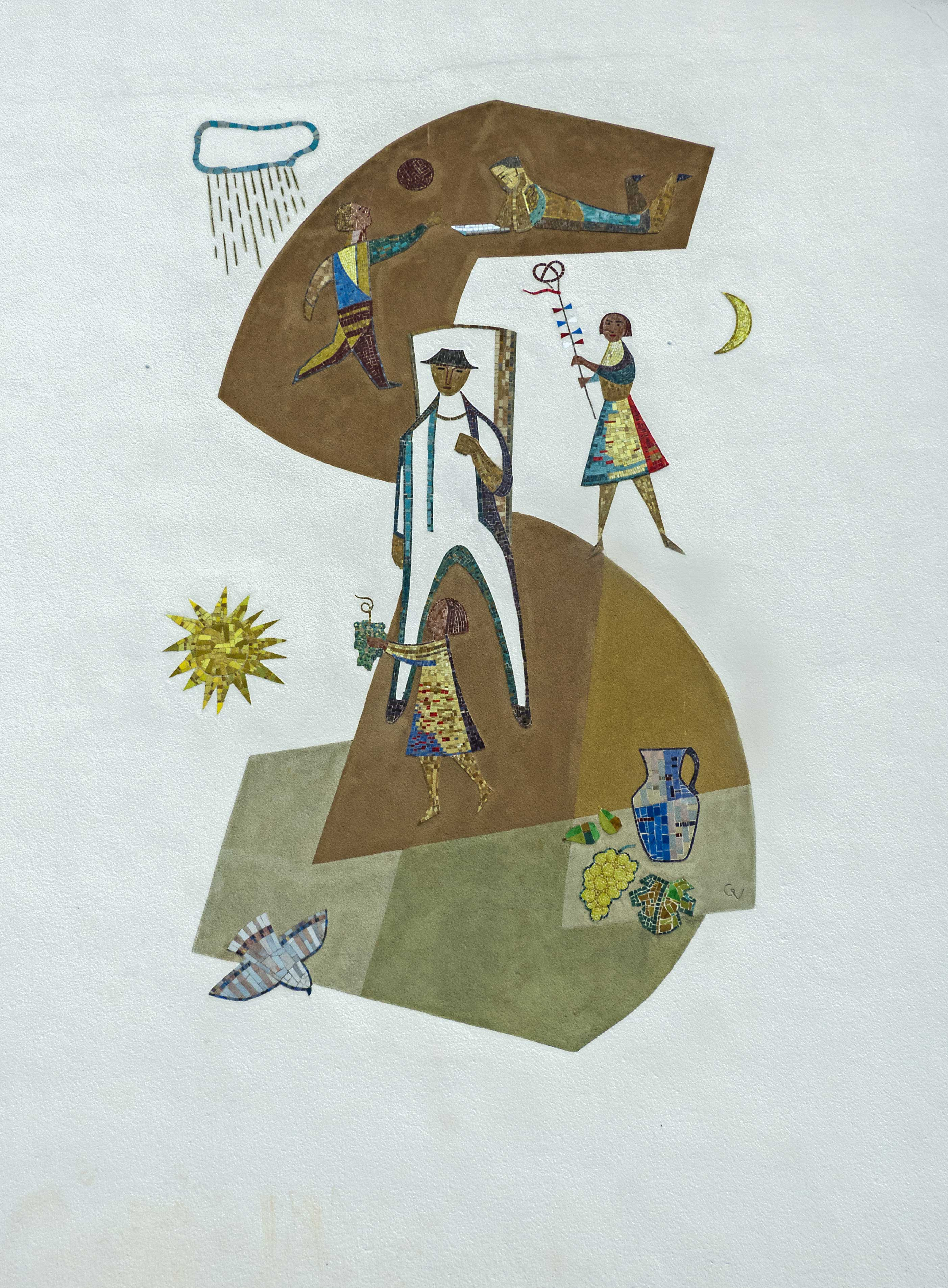
Denkmalgeschütztes Sgraffito an der Schulfassade

Nach dem Zweiten Weltkrieg fiel jedoch der Entschluss, eine neue Schule zu gründen. Benannt wurde diese nach dem auf dem nahegelegenen Friedhof bestatteten ehemaligen rheinland-pfälzischen Kultusminister Albert Finck (1895–1956). Der Haupttrakt, der vom Architekten Ludwig Gunzelmann stammt, entstand im Zeitraum von 1956 bis 1958. An der Fassade der Schule ist ein 1958 entstandenes denkmalgeschütztes Giebel-Sgraffito mit Glasmosaik von Georg Vorhauer angebracht, dessen Initialen dort ebenfalls zu sehen sind. Die Erweiterung des Schulhauses wurde von 1965 bis 1969 durchgeführt; als ausführender Architekt zeichnete Michael Goos verantwortlich.
Im Laufe der 2000er Jahre wurde am Bauwerk – wie bei vielen anderen innerhalb von Hambach – eine Infotafel mit der Überschrift Dr.-Albert-Finck-Schule angebracht, die einen geschichtlichen Abriss über das Gebäude enthält. Fungierte die Bildungsstätte in ihren ersten Jahrzehnten sowohl als Grund- als auch als Hauptschule, so wurde sie als Folge der 2003 gegründeten Regionalschule Hambach – Maikammer in eine reine Grundschule umgewandelt.

## Schulgelände
Zum Gelände der Schule gehört eine Turnhalle, an deren Stirnwand ein Aluminiumrelief mit Motivszenen aus dem Sport angebracht ist.

## Persönlichkeiten
- Benno Zech (1928–2022), war von 1956 bis 1983 Lehrer an der Schule, ab 1966 Konrektor und ab 1977 Rektor